# 趙典
趙典（？年—？年），字仲經，蜀郡成都（今四川省成都市）人。東漢八俊之一。

## 生平
趙典年少時行為踏實儉約，博學經書，有很多學生從遠方來求教。建和初，太尉府、司徒府、司空府及大將軍府表薦他，徵拜爲議郎，侍講宮中，後遷爲侍中。永興元年三月十二日(153年4月23日)，漢桓帝遊幸鴻池，想要廣開鴻池，趙典勸諫說：『鴻池水面，已達百頃，現在還要增廣挖深，這不是唐堯、虞舜的約束自我，要遵從像漢文帝那樣愛護百姓。』漢桓帝採納其言而終止。
趙典父親趙戒去世後，趙典襲封廚亭侯。後被任命為弘農太守，轉右扶風。因公事辭去官職，徵拜城門校尉，轉任將作大匠，遷少府，又轉爲大鴻臚。
當時沒有功勞卻應天子的恩幸而受封諸侯，群臣不悅但沒有人敢提出異議，趙典獨自勸諫說：『無功而賞，勞動的人反而得不到獎勵，上愧下辱，有違法度。且漢高祖之誓，非功臣不封。應該要對那些無功受封的都削其爵土，以捍衛舊制。』趙典的諫言沒有被採納。不久，轉任為太僕，遷太常。延熹九年（公元166年），時任太常的趙典以至孝推舉荀爽，任其為郎中。朝廷每有災異疑議，都找趙典諮詢。趙典據經以對，沒有刻意曲折隱晦。每次得到賞賜，都分給生活比較困苦的學生。後來因諫爭違背旨意，被免官。漢桓帝去世時，當時禁止諸侯不得奔喪，趙典憤慨說：『我身穿粗布衣，致位高官。鳥都能反哺報恩，何況是士大夫呢？』於是解下印綬符策付縣，馳馬趕路到京師。州郡及大鴻臚都要捉拿他論罪，公卿百官卻表揚趙典有義氣，上表奏請以租自贖，受批准。再遷長樂少府、衛尉。公卿表奏趙典篤學博聞，宜備位太師。恰逢趙典病逝，使者前往吊祠。竇太后又再遣使者兼贈印綬，諡號為獻侯。
趙典兄長的兒子趙謙、趙溫，相繼為三公。
李膺、荀翌、杜密、王暢、劉祐、魏朗、趙典、朱寓八人，人稱八俊，即人中英傑。

## 性格
趙典閉門謝客，不和外界往來，結交好友必須品行良好、有德。

## 兩個趙典
《曹騰傳》：「穎川堂溪趙典等。」按《蔡邕傳》作「五官中郎將堂溪典。」註：「堂溪，姓也。」此文衍一「趙」字。（趙典本傳：是成都人，非潁川。靈帝初官衛尉卒。又〈黨錮傳〉云：唯趙典名見而已，是後漢有二趙典。）《原抄本顧炎武日知錄》

## 評價
- 七言謠曰：天下才英趙仲經《袁崧後漢書》
- 宋恕：嚴君平萬卷書著，趙仲經八俊名馳。《宋恕集》

## 延伸阅读
[在维基数据编辑]
 《後漢書·卷27》，出自范晔《後漢書》